# Kvarteret Hamnvakten

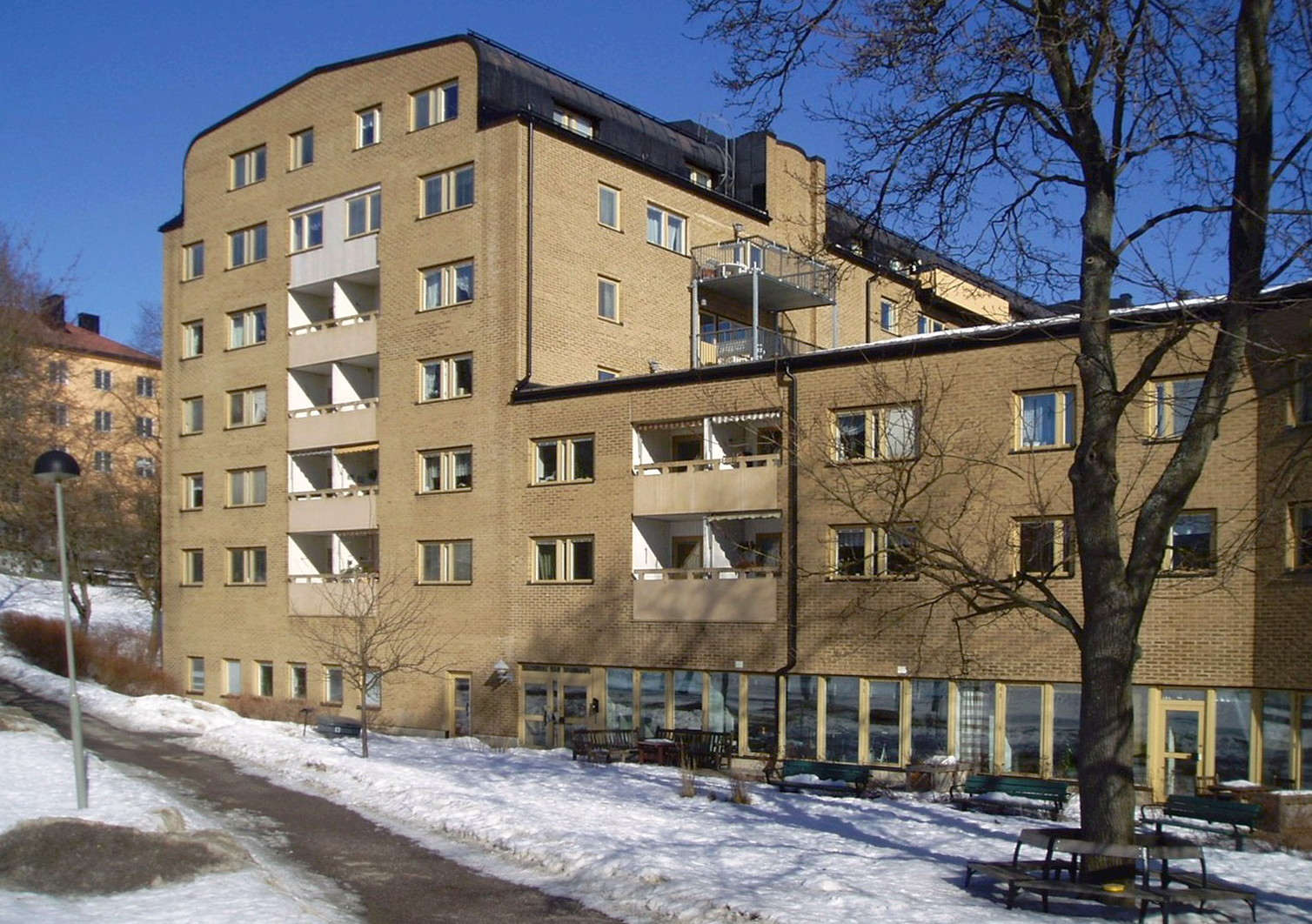
Hamnvakten 7, Vintertullens servicehus.

Kvarteret Hamnvakten är ett bostadskvarter med sex fastigheter (7−12) vid Vintertullen på Södermalm i Stockholm.

## Historik
Tidigare kvartersnamn i området var Hamnkaptenen, Vintertullen större, Gurkan, Pumpan och Melonen. Bebyggelsen i nuvarande kvarteret Hamnvakten uppfördes 1981-1983 i ramen för stadsbyggnadsprojektet Hammarby sjöstad. Här bor cirka 1 600 personer, vilket gör det till Södermalms största bostadskvarteret. Byggnaden i Hamnvakten 7 (Vintertullens servicehus) ritades av Ahrbom & Fahlsten arkitektkontor med AB Familjebostäder som byggherre. Husen i fastigheterna 8-12 uppfördes av HSB med HSB:s arkitektsektion som ritade och György Korodi som ansvarig arkitekt. För områdets detaljplan svarade Aleksander Wolodarski.

## Adresser
- Katarina Bangata 80-82 : Hamnvakten 7
- Vintertullstorget 2-76 : Hamnvakten 8-9
- Barnängs tvärgränd 2 : Hamnvakten 10
- Färgargårdstorget 2-98 : Hamnvakten 11-12
- Norra Hammarbyhamnen
- Anna Lindhs park
- Hamnvaktsstigen (parkväg)